# Éder (cầu thủ bóng đá Bồ Đào Nha)
Éderzito António Macedo Lopes, (sinh ngày 22 tháng 12 năm 1987 tại Bissau), thường được biết đến với tên gọi Éder, là một cựu cầu thủ bóng đá chuyên nghiệp người Bồ Đào Nha gốc Guiné-Bissau từng thi đấu ở vị trí tiền đạo.
Anh bắt đầu chơi bóng chuyên nghiệp vào năm 2008 với Académica, và ký hợp đồng bốn năm với Braga sau đó. Trong suốt bảy mùa giải, anh chơi tổng cộng 143 trận tại Giải bóng đá vô địch quốc gia Bồ Đào Nha và ghi 38 bàn thắng. Éder trải qua nửa đầu mùa giải 2015-16 tại Anh cho Swansea City không thành công trước khi đến Pháp thi đấu cho Lille từ tháng 2 năm 2016.
Chơi cho đội tuyển Bồ Đào Nha từ năm 2012, Éder đại diện cho đất nước tại World Cup 2014 và Euro 2016, vô địch tại giải đấu thứ hai và là người ghi bàn thắng duy nhất trong trận chung kết.

## Sự nghiệp câu lạc bộ

### Thời thơ ấu
Sinh tại Bissau, Guiné-Bissau, Éder chuyển tới Bồ Đào Nha khi mới 2 tuổi. Năm 8 tuổi, anh rời gia đình đến sống tại một trung tâm bảo trợ tại Coimbra và bắt đầu chơi bóng với Associação Desportiva e Cultural da Adémia tại Coimbra ở tuổi 11 sau khi tài năng của anh được bộc lộ qua việc chơi bóng đường phố. Anh có trận ra mắt với F.C. Oliveira do Hospital và G.D. Tourizense, đội bóng thi đấu tại hạng ba và đội cung cấp cầu thủ của Académica de Coimbra.

### Académica
Éder ra mắt tại Giải vô địch bóng đá Bồ Đào Nha cho Académica vào ngày 24 tháng 8 năm 2008, trong thất bại 0–1 khi làm khách trước C.F. Estrela da Amadora. Anh ghi bàn thắng đầu tiên cho câu lạc bộ vào cuối mùa giải, giúp Students cân bằng bàn thắng trong chiến thắng chung cuộc 3–1 trước Associação Naval 1º de Maio.
Vào ngày 2 tháng 5 năm 2010, Éder ghi bàn và tưởng chừng đó là bàn thắng đem lại chiến thắng trước C.D. Nacional, nhưng đội khách cuối cùng gỡ hòa 3–3 ở phút thứ 90. Ngày 12 tháng 9 năm sau, đấu với cùng đối thủ cùng thành phố Coimbra, anh lập một cú đúp trong chiến thắng 4–0, kết thúc mùa giải với năm bàn thắng trong 16 lần ra sân; anh cũng giúp câu lạc bộ giành cúp bóng đá Bồ Đào Nha đầu tiên kể từ 1939 khi đánh bại Sporting Clube de Portugal trong trận chung kết, nhưng anh cũng chỉ vào sân ở vài vòng đấu đầu tiên, trước khi bị đối bóng chủ quản cấm thi đấu do không báo cáo về việc vắng tập và nhiều tin đồn về việc anh sắp chuyển sang đội bóng khác.

### Braga
Vào mùa hè năm 2012, Éder ký hợp đồng bốn năm với S.C. Braga. Anh có lần ra mắt chính thức cho đội bóng mới của anh vào ngày 2 tháng 9 trong thất bại 0–2 trước F.C. Paços de Ferreira nhưng ghi bàn thắng muộn hai lần trong tháng đó khi ở bên Minho Province đánh bại Rio Ave F.C. 4–1 tại sân nhà, đóng góp một phần trong trận hòa 4–4 trên sân nhà trước S.C. Olhanense.
Vào ngày 30 tháng 11 năm 2012, tại vòng đấu thứ ba của Taça de Portugal, Éder ghi bàn thắng ấn định chiến thắng giúp Braga đánh bại FC Porto 2–1, giành một tấm vé vào tứ kết. Ngày 6 tháng 1 năm 2013, trong trận đấu tại giải đấu trước Moreirense FC, anh ghi bàn thắng duy nhất của trận đấu ngay sau khi khởi động; vào ngày 23 tháng 2 anh ghi bàn trong cả hai hiệp của trận derby với Vitória de Guimarães, trong chiến thắng 3–2 tại Estádio Municipal de Braga, nhưng bỏ lỡ phần còn lại của mùa giải sau khi bị rách dây chằng vào đầu tháng 3.
Trong trận chung kết cúp quốc gia vào ngày 31 tháng 5 năm 2015, Éder ghi bàn thắng mở tỷ số trước Sporting bằng quả penalty sau khi Cédric Soares bị truất quyền thi đấu vì phạm lỗi với Djavan, nhưng lại bỏ lỡ trong loạt sút luân lưu khiến Braga thất bại chung cuộc sau khi hòa 2–2.

### Swansea City / Lille
Vào ngày 28 tháng 6 năm 2015, câu lạc bộ Swansea City của Giải bóng đá Ngoại hạng Anh đồng ý với khoản phí khoảng 5 triệu bảng để ký hợp đồng với Éder trong ba năm. Anh có lần ra mắt vào ngày 8 tháng 8, chơi trong 11 phút cuối của trận hòa 2–2 trước Chelsea khi vào sân thay thế cho Bafétimbi Gomis.
Không ghi bàn trong 15 trận đấu cho bầy thiên nga – chỉ có bốn lần ra sân từ đầu – Éder gia nhập câu lạc bộ của Pháp Lille OSC theo dạng cho mượn trong phần còn lại của mùa giải. Anh có lần ra mắt vào ngày 3 tháng 2 năm 2016 khi thay thế trong thời gian nghỉ giữa hiệp cho Yassine Benzia trong chiến thắng 1–0 trên sân nhà trước Stade Malherbe Caen, và ghi bàn thắng đầu tiên của anh bốn ngày sau để mở ra một trận hòa 1–1 trước Stade Rennais F.C. cũng tại Sân vận động Pierre-Mauroy.
Vào ngày 23 tháng 4 năm 2016, Éder thi đấu trọn vẹn 90 phút trong trận chung kết của Cúp liên đoàn Pháp, kết thúc với thất bại 1–2 trước Paris Saint-Germain FC. Ngày 24 tháng 5, sau khi giúp đội bóng của mình kết thúc ở vị trí thứ năm và giành quyền tham dự UEFA Europa League, anh ký một hợp đồng bốn năm với đội bóng.

## Sự nghiệp quốc tế

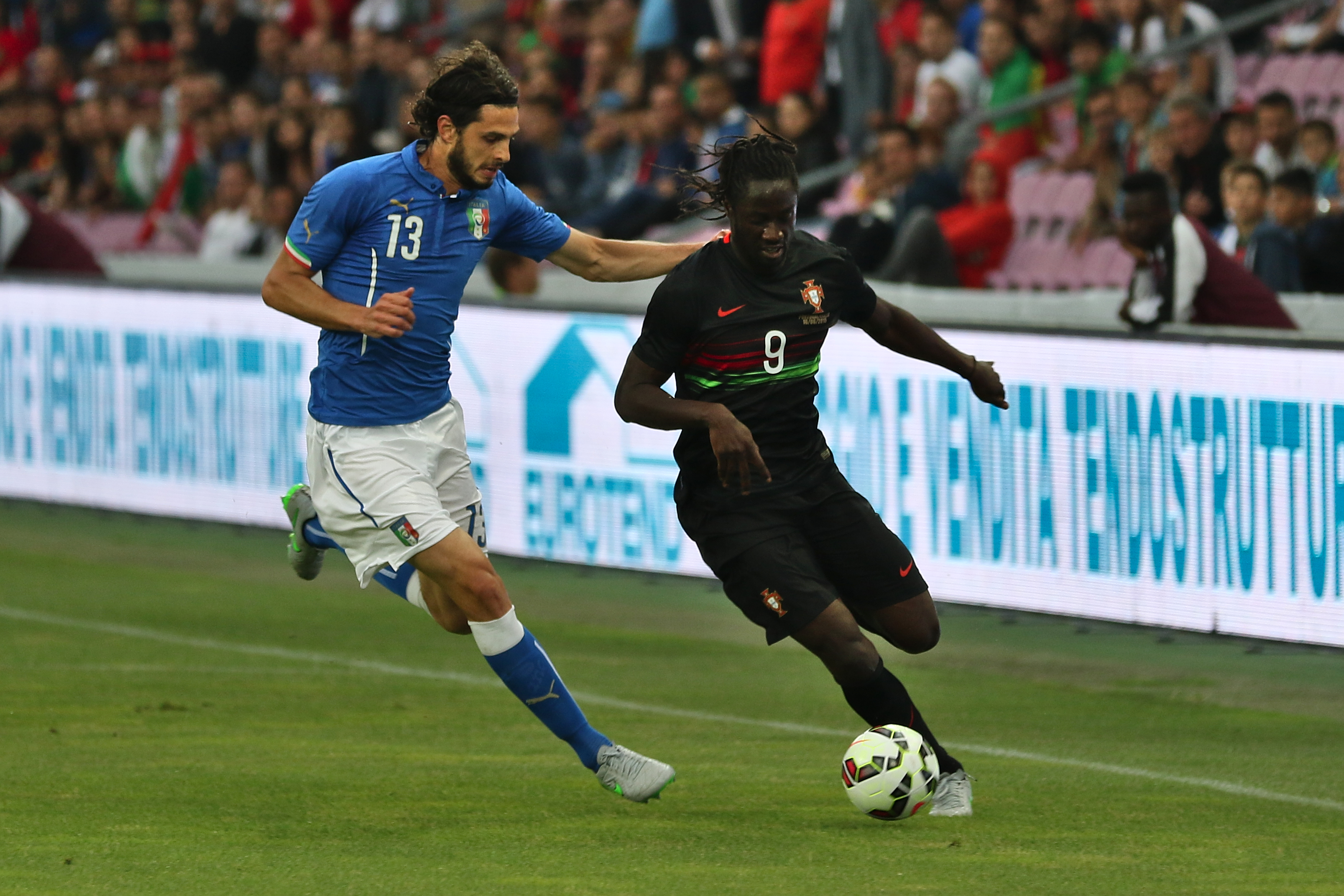
Éder tranh chấp với Andrea Ranocchia của Ý trong trận giao hữu tháng 6 năm 2015.

Éder lựa chọn để đại diện cho Bồ Đào Nha thi đấu quốc tế. Sau màn trình diễn ấn tượng tại Braga, anh lần đầu tiên được gọi vào đội tuyển quốc gia trong tháng 8 năm 2012 cho trận đấu với Luxembourg tại vòng loại FIFA World Cup 2014, nhưng không được sử dụng trong chiến thắng 2–1 trên sân khách vào ngày 7 tháng 9. Anh có trận ra mắt bốn ngày sau đó trong cùng giải đấu, thay thế Hélder Postiga trong phút cuối của chiến thắng 3–0 trên sân nhà trước Azerbaijan.
Vào ngày 19 tháng 5 năm 2014, Éder có tên trong danh sách cuối cùng của 23 cầu thủ tham dự giải đấu ở Brazil. Anh có lần ra mắt tại giải đấu này vào ngày 16 tháng 6, thay thế Hugo Almeida bị chấn thương trong hiệp đầu của thất bại 0–4 ở vòng bảng trước Đức. Trong trận đấu thứ hai, trận hòa 2–2 trước Hoa Kỳ, anh vào sân thay tiền đạo Hélder Postiga
bị chấn thương rời sân sớm.
Bàn thắng quốc tế đầu tiên của Éder đến trong trận đấu thứ 18 của anh, bàn thắng duy nhất trong chiến thắng ở trận đấu giao hữu trước Ý tại Sân vận động Genève vào ngày 16 tháng 6 năm 2015. Anh được lựa chọn bởi Fernando Santos vào đội hình dự UEFA Euro 2016 và là người ghi bàn thắng duy nhất trong trận chung kết để đánh bại chủ nhà Pháp trong hiệp phụ. Trước trận chung kết, Éder chỉ được thi đấu 6 phút trong trận gặp Iceland và 7 phút trong trận gặp Áo (đều tại vòng bảng) với tổng cộng 7 lần chạm bóng.

## Phong cách thi đấu
Eder là một tiền đạo mạnh mẽ, chăm chỉ và sở hữu kỹ năng đỡ bóng bước một rất tốt. Anh ấy xuất sắc trong những pha không chiến nhờ chiều cao và vóc dáng của mình.

## Cuộc sống cá nhân
Cha ruột của Éder nhận án tù 16 năm tại Anh do phạm tội giết vợ (mẹ kế của Éder) khi anh mới 12 tuổi. Anh vẫn thường xuyên thăm cha mình trong tù mỗi khi có thời gian rảnh.

## Thống kê sự nghiệp

### Câu lạc bộ
| Câu lạc bộ              | Mùa giải            | Giải đấu               | Giải đấu | Giải đấu | Cúp  | Cúp | Khác | Khác | Tổng cộng | Tổng cộng |
| Câu lạc bộ              | Mùa giải            | Hạng                   | Trận     | Bàn      | Trận | Bàn | Trận | Bàn  | Trận      | Bàn       |
| ----------------------- | ------------------- | ---------------------- | -------- | -------- | ---- | --- | ---- | ---- | --------- | --------- |
| Tourizense              | 2006–07             | Segunda Divisão        | 7        | 1        | 1    | 0   | —    | —    | 8         | 1         |
| Tourizense              | 2007–08             | Segunda Divisão        | 34       | 10       | 1    | 0   | —    | —    | 35        | 10        |
| Tourizense              | 2008–09             | Segunda Divisão        | 1        | 0        | 1    | 0   | —    | —    | 2         | 0         |
| Tourizense              | Tổng cộng           | Tổng cộng              | 42       | 11       | 3    | 0   | —    | —    | 45        | 11        |
| Académica               | 2008–09             | Primeira Liga          | 24       | 1        | 6    | 0   | —    | —    | 30        | 1         |
| Académica               | 2009–10             | Primeira Liga          | 22       | 4        | 5    | 2   | —    | —    | 27        | 6         |
| Académica               | 2010–11             | Primeira Liga          | 21       | 2        | 6    | 3   | —    | —    | 27        | 5         |
| Académica               | 2011–12             | Primeira Liga          | 16       | 5        | 5    | 1   | —    | —    | 21        | 6         |
| Académica               | Tổng cộng           | Tổng cộng              | 83       | 12       | 22   | 6   | —    | —    | 105       | 18        |
| Braga                   | 2012–13             | Primeira Liga          | 18       | 13       | 7    | 3   | 6    | 0    | 31        | 16        |
| Braga                   | 2013–14             | Primeira Liga          | 13       | 3        | 2    | 1   | 1    | 0    | 16        | 4         |
| Braga                   | 2014–15             | Primeira Liga          | 29       | 10       | 6    | 3   | —    | —    | 35        | 13        |
| Braga                   | Tổng cộng           | Tổng cộng              | 60       | 26       | 15   | 7   | 7    | 0    | 82        | 33        |
| Swansea City            | 2015–16             | Premier League         | 13       | 0        | 2    | 0   | —    | —    | 15        | 0         |
| Swansea City            | Tổng cộng           | Tổng cộng              | 13       | 0        | 2    | 0   | 0    | 0    | 15        | 0         |
| Lille                   | 2015–16             | Ligue 1                | 13       | 6        | 1    | 0   | —    | —    | 14        | 6         |
| Lille                   | 2016–17             | Ligue 1                | 31       | 6        | 5    | 1   | 1    | 0    | 37        | 7         |
| Lille                   | Tổng cộng           | Tổng cộng              | 44       | 12       | 6    | 1   | 1    | 0    | 51        | 13        |
| Lokomotiv Moscow (mượn) | 2017–18             | Russian Premier League | 18       | 4        | 1    | 0   | 9    | 0    | 28        | 4         |
| Lokomotiv Moscow        | 2018–19             | Russian Premier League | 22       | 1        | 6    | 2   | 6    | 0    | 35        | 3         |
| Lokomotiv Moscow        | 2019–20             | Russian Premier League | 23       | 5        | 1    | 1   | 5    | 0    | 30        | 6         |
| Lokomotiv Moscow        | 2020–21             | Russian Premier League | 20       | 1        | 2    | 0   | 3    | 1    | 26        | 2         |
| Lokomotiv Moscow        | Tổng cộng           | Tổng cộng              | 83       | 11       | 1    | 3   | 23   | 1    | 119       | 15        |
| Al Raed                 | 2021–22             | Saudi Pro League       | 22       | 6        | 1    | 0   | —    | —    | 23        | 6         |
| Tổng cộng sự nghiệp     | Tổng cộng sự nghiệp | Tổng cộng sự nghiệp    | 347      | 78       | 63   | 18  | 32   | 1    | 435       | 97        |

1. 1 2 3 4  Ra sân tại UEFA Champions League
2. 1 2  Ra sân tại UEFA Europa League

### Thi đấu quốc tế
| Bồ Đào Nha | Bồ Đào Nha | Bồ Đào Nha |
| Năm        | Trận       | Bàn thắng  |
| ---------- | ---------- | ---------- |
| 2012       | 4          | 0          |
| 2013       | 2          | 0          |
| 2014       | 10         | 0          |
| 2015       | 5          | 1          |
| 2016       | 11         | 3          |
| 2017       | 3          | 1          |
| Tổng cộng  | 35         | 5          |

### Bàn thắng quốc tế
| # | Ngày                 | Địa điểm                                  | Trận thứ | Đối thủ  | Tỷ số | Kết quả      | Giải đấu       |
| - | -------------------- | ----------------------------------------- | -------- | -------- | ----- | ------------ | -------------- |
| 1 | 16 tháng 6 năm 2015  | Sân vận động Genève, Genève, Thụy Sĩ      | 18       | Ý        | 1–0   | 1–0          | Giao hữu       |
| 2 | 29 tháng 5 năm 2016  | Sân vận động Dragão, Porto, Bồ Đào Nha    | 24       | Na Uy    | 3–0   | 3–0          | Giao hữu       |
| 3 | 8 tháng 6 năm 2016   | Sân vận động Ánh sáng, Lisboa, Bồ Đào Nha | 26       | Estonia  | 7–0   | 7–0          | Giao hữu       |
| 4 | 10 tháng 7 năm 2016  | Stade de France, Saint-Denis, Pháp        | 29       | Pháp     | 1–0   | 1–0 (a.e.t.) | UEFA Euro 2016 |
| 5 | 14 tháng 10 năm 2018 | Hampden Park, Glasgow, Scotland           | 34       | Scotland | 2–0   | 3–1          | Giao hữu       |

## Danh hiệu

### Câu lạc bộ
Académica
- Taça de Portugal: 2011–12[43]

Braga
- Taça da Liga: 2012–13[43]

Lokomotiv Moscow
- Russian Premier League: 2017–18[45]
- Russian Cup: 2018–19,[46] 2020–21[47]
- Russian Super Cup: 2019[48]

Khác
- Chỉ huy Huân chương khen thưởng[49]

### Đội tuyển quốc gia
- UEFA European Championship: 2016[38]